# Günther Schmidt
Günther Schmidt (ur. 13 sierpnia 1932 roku w Mannheim, zm. 29 maja 2005 roku w Weinheim) – niemiecki przedsiębiorca.

## Życiorys
Günther Schmidt i jego partner Erich Stahlschmidt byli pionierami w produkcji kół z lekkich stopów w latach 70. Wkrótce zostały opracowane nowe procesy do masowej produkcji kół aluminiowych. W 1972 roku założyli fabrykę w Bad Dürkheim, która szybko zyskała reputację produkującej wysokiej jakości koła i podpisała kontrakt na ich dostawę dla Porsche. Schmidt był kierowcą Formuły Vee, wygrał wyścig na torze Hockenheim w 1972 roku. Gdy jego biznes rozwinął się przestał konkurować w wyścigach i skoncentrował się na budowaniu marki Auto Technisches Spezialzubehör. Pod koniec 1976 roku kupił akcje w zespole Formuły 1 – Penske F1 Team. Pod koniec 1977 roku Schmidt kupił zespół Formuły 1 – March. Zespół ATS rozpoczął współpracę z BMW, które dostarczało silniki ale w 1985 roku BMW odmówiło dostaw a Schmidt zdecydował się zamknąć zespół. Schmidt kupił udziały w RIAL Leichtmetallfelgen GmbH, w 1988 roku utworzył zespół wyścigowy Rial i wprowadził go do Formuły 1. W 1989 roku w zespole zabrakło pieniędzy, Schmidt zamknął zespół. Firma RIAL jest prowadzona przez jego syna Ralfa, który ściga się w wolnym czasie w wyścigach Caterhams.